# Испитивање плућних функција
Испитивање плућних функција (акроним ПФТ од енг. речи Pulmonary function testing) је метода потпуне процене дисајног система, укључујући анамнезу пацијента, физикалне прегледе и тестове плућне функције. Тестови плућне функције мере брзину протока ваздуха, волумен плућа, измену гаса и функцију дисајних мишића. Избор и редослед прегледа зависе од анамнезе и налаза физичког прегледа.
Пимарна сврха испитивања плућнеих функција је идентификација тежине оштећења плућа. Испитивање плућне функције има дијагностичку и терапијску улогу и помаже клиничарима да одговоре на нека општа питања о стању пацијента са плућном болешћу. Ови тестови такође пружају увид у плућну физиологију (функцију) тако да могу послужити за брзо сужавање диференцијалне дијагнозе и предлагање даље дијагностичке и терапијске стратегију. Сложенији тестови укључују: мерење притиска једњака за одређивање односа притиска и запремине и спироергометрију. Ови тестови, дају и детаљније податке о патофизиолошким променама и указују на основну патологију болести која довела до нарушавања плућних функција..
Испитивање плућних функција обично изводи респираторни терапеут, физиотерапеут, пулмолог и/или лекар опште праксе. Основни тестови рада плућа могу се извести и амбулантно, укључујући спирометрију и пулсну оксиметрију.

## Намена
Испитивање плућних функција има за циљ:
- дијагностизу болести
- процену тежине поремећаја
- прогнозу болести
- праћења тока респираторних болести

Анализа резултата функционалног респираторног истраживања има три главна циља:
- утврђивање присуства опструктивног синдрома,
- утврђивање рестриктивног синдрома
- утврђивање мешовитог синдрома, или везе између рестриктивног и опструктивниог синдрома.[2][3]

## Сврха
Сврха испитивање плућних функцијаје је да одреди:
- проток бронха,
- запремину плућа,
- ниво размене гасова.

Познавање стања вентилационе функције плућа омогућава терапеуту разумевање разлога и откривање узрока аномалије у размени гасаова и омогућава пртавовремено спречавање могућеих тежих поремећаја.
Како квалитет размене гаса у мировању не предвиђа одсуство неправилности током вежбања или током спавања, испитивање плућних функција омогућава правовремено откривање нарушених функција и у овим стањима.

## Индикације
Испитивање плућних функција као дијагностичко и терапеутско средство користи из различитих разлога, као што су:
- Хронична краткоћа даха
- Астма
- Хронична опструктивна болест плућа
- Рестриктивна болест плућа
- Преоперативно тестирање стања плућа
- Погоршање плућне болести или инвалидност
- Тешко јутсрње дисање (нпр. код астме)

### Педијатријски неуромускуларни поремећаји
Неуромускуларни поремећаји попут Дишенова мишићне дистрофије повезани су са постепеним губитком мишићне функције током времена. Укључивање дисајних мишића резултује нарушеном способношћу кашља и смањеном способношћу доброг дисања што доводи до колапса дела или целог плућа и поремећаја размене гаса и укупне инсуфицијенције у снази плућа. Тестирање плућне функције код пацијената са неуромускуларним поремећајима помаже да се процени респираторни статус пацијената у време постављања дијагнозе, прати њихов напредак и ток, процени могућа операција и даје општа прогнозе.

## Поступак испитивања
Уобичајени поступци испитивања, плућних функција, мање се баве аналзом размене гасова већ пре свега структуром бронхијалног система., јер се најчешћи поремећаји налазе у овом структурама плућа.  Као што су бронхијална астма и хронична опструктивна болест плућа који утичу првенствено на бронхије.
Док се гасови у крви у испитивању плућних функција проверавају само у посебним случајевима, нпр. код пацијената који су на механичкој вентилиацији. 
Дифузијска мерења плућних функција се такође јако ретко примењују.

### Спирометрија
Најчешће мерење функције плућа је спирометрија. Проток ваздуха током дисања мери се сензором протока. Поред дисања у мировању, спирометрија захтева и максимално издисање и удисање. Спирометријским прегледом се одређују:
- плућни волумени (респираторни волумен, волумен инхалационе резерве, експираторни резервни волумен)
- капацитети плућа (витални капацитет, инспираторни капацитет),
- дисајни волумени у функција времена (форсирани експираторни волумен).

Током присилног експирацијског маневара, добијен је витални капацитет који се у овом случају означава као форсирани витални капацитет (FVC) и форсирани експираторни волумен током прве секунде (FEV1) као и брзина протока у кривој протока/запремине. FEV1 је вредност која се често користи за процену проходности дисајних путева, као и за израчунавање односа  FEV1 и FVC. 
Вредности добијене током спирометријских тестова упоређују се са референтним вредностима за одређени пол, старост и висину тела и изражавају се као проценат реализације предвиђених вредности.
Тумачећи добијене резултате спирометрије разликујемо нормално дисање од опструктивног или рестриктивног типа дисања.
Мере опреза
Спирометрија је веома ретко праћена компликацијама. Убрзо након теста пацијент може осетити сећате краткоћу даха или вртоглавицу.
Спирометрију не треба радити ако је испитаних недавно има срчани удар или друге акутне срчане проблеме.

### Плетизмографија целог тела
Друга метода за мерење функције плућа је плетизмографија тела којом се мери отпор дисајних путева. Проблем са мерењем отпора целог дисајног пута је у одређивању притиска ваздуха у алвеолама који покреће измерени проток ваздуха кроз бронхије. Што је већи притисак у алвеолама да би се створио одређени проток, пацијент дише са више напора јер је већи отпор дисајних путева.
Телесни плетизмограф дизајниран је као кабина са (углавном) затвореном запремином ваздуха, изгледа као мала телефонска говорница. Мерења су зато знатно већа. Са овом затвореном запремином ваздуха, може се одредити проширење или компресија грудног коша. Сензор притиска одређује промену притиска ваздуха у кабини, која је у супротном односу са променом притиска ваздуха у грудима, а самим тим и у алвеолама. Фактор пропорционалности зависи од волумена плућа.
Утврђивање специфичне отпорности мање зависи од сарадње од спирометрије, јер испитаник само мора дисати мирно у устаник.
Да би се одредио волумен плућа, дисање на уста прекида се затварачем. Субјект дише против оклузије, региструје се усни притисак и торакални покрет. Бојл-Мариотов закон одређује тренутни волумен плућа из односа запремине торакалног помака и притиска уста / плућа помноженог са околним притиском 
То омогућава утврђивање даљих варијабли мерења, на пример, максимални могући волумен ваздуха у плућима (ТЛЦ укупног плућа, укупни капацитет ) и преостали волумен плућа који се не може издахнути ( заостала запремина РВ). За ове вредности потребно је извршити и спирометрију током мерења. 

### Импулсна осцилометрија
Једна од метода којом се може одредити отпор дисајних путева је  осцилометрија (данас се назива импулсна осцилометрија). Онс се користи за одређивање механичких особина плућа и респираторног система преко односа притиска (P) и протока (V) мерењем респираторне импеданце (Z). У поређењу са конвенционалним методама тестирања плућне функције које захтевају специфичну респираторну акцију, техника форсиране осцилације одређује импеданцу током спонтаног дисања преко односа притиска (P) и протока (V) уносом сигнала у респираторни систем. Њом се може се одредити отпор ваздушним експлозијама у плућима али се не може одредити волумен плућа и самим тим максимални могући волумен ваздуха у плућима (ТЛЦ укупног плућа, укупни капацитет ) и преостали волумен плућа који се не може издахнути ( заостала запремина РВ).

### Метода затварача
Метода затварача заснива се на веровању да ако су дисајни путеви затворени за кратко време, притисак из алвеола на уста је уравнотежен, што, међутим, делује слабије код патолошки измењених дисајних путева. Ова метода не може одредити волумен плућа и самим тим максимални могући волумен ваздуха у плућима (ТЛЦ укупног плућа, укупни капацитет ) и преостали волумен плућа који се не може издахнути ( заостала запремина РВ).

### Тест бронхоспазмолизе
Код бронхоспазмолизе тестира се реверзибилност бронхијалне опструкције. У ту сврху се испитује да ли се може постићи смањење отпора дисајних путева (Ртот) код пацијента коришћењем спреја за дисање. Ово је праћено порастом ФЕВ1. Обично је опструкција бронхијалне астме реверзибилна, опструкција код хроничног опструктивног бронхитиса никада није у потпуности реверзибилна.
У случају реверзибилне опструкције, тест бронхоспазмолизе додатно смањује заостали волумен, који се пре свега мери плетизмографијом тела; разлика се назива волумен пулмонум ауцтум.

### Гасна анализа крви
Гасна анализа крви једна је од многих медицинских метода која се користи за процену ефикасности респираторне, али и  других функција органских система од виталне важности за рад организма човека. Мерењем парцијалних притисака кисеоника, угљен-диоксида, |киселости крви, концентрације бикарбоната, и других вредности, могућа је објективна процена алвеоларне (плућне) вентилације али и функција других органских система од изузетне важности за нормалан живот. Гасне анализе поред великог значаја који имају у дијагностици многих болести, од непроцењиве су вредности пре свега у дијагностици респираторне (дисајне) ацидозе и алкалозе, али и код метаболичке ацидозе и алкалозе, јер се преко ацидо-базног статуса који се израчунава на основу података из анализа, непосредно одређује и доза терапијских средстава за регулисање дисајних ацидо-базних и других поремећаја.
Гасном анализом крви мере се три основна параметра::
- pH крви - негативни логаритам концентрације водоничних јона у крви
- PaCO2 - парцијални притисак угљен-диоксида у артеријској крви
- PaO2 - парцијални притисак кисеоника у артеријској крви

Математичким анализама ова три параметра добијају се остали параметри гасне анализе крви (ГАК):
- SaO2 – засићење артеријске крви оксихемоглобином
- HCO3 – бикарбонати
- CO2 – укупни угљен-диоксид
- BE – базни ексцес

### Дифузиони капацитет плућа за угљен-моноксид (ДКУМ)
Размена респираторних гасова у плућима зависи од вентилације, дистрибуције, циркулације али и од дифузије молекула кисеоника и угљен-диоксида кроз алвеокапиларну мембрану. При мирном дисању удахнути ваздух долази до алеволарних дуктуса, кретање ваздуха је све спорије и постепено прелази у процес дифузије. На процес дифузије највише утичу дебљина албеоларне  мембране, њена површина и крв у плућним капиларима.
Дифузиони капацитет плућа за угљен-монокси је количина угљен моноксида која у току једне минуте дифундује кроз алвеокапиларну мембрану при разлици парцијалних притисака овог гаса са обе стране алвеоларне мембране од 1 кПа.
За мерење дифузионог капацитет плућа за угљен-моноксид или дифузионог капацитета којим се мери колико кисеоника прелази из плућа у крв током удисања употребљава се угљен-моноксид. 
Тумачење резултата
Смањен ДКУМ  је карактеристика емфизема, интерстицијалних болести плућа, болести плућних крвних судова (митрална стеноза, кардиомиопатија, плућни едем), код болести левог срца са стазом у плућима (митрална стеноза, кардиомиопатије, плућни едем). 
Нормалан трансфер фактор се среће код астме, хроничне опструктивне болести плућа, болести зида грудног коша, болести плеуре. 
Повећан трансфер фактора се среће код крварења у плућима, код интаркардијалних лево десних шантова (дефект атријалне и вентрикуларне преграде), полицитемије.

### Десатурација кисеоником током вежбања
Америчко друштво за грудни кош издало је смернице за тест ходања од 6 минута (6МВТ), који је сигурнији, лакши за примену, боље се толерише и боље одражава активности свакодневног живота од других тестова ходања. Током примарног мерење је на удаљености од 6 минута хода (6МВД), могу се прикупити и подаци о засићености крви пацијента кисеоником и перцепцији диспнеје током напора. Пацијент током теста треба да хода сам, а не са другим пацијентима.
Шестоминутни тест хода је добар индекс физичке функције и терапијског одговора код пацијената са хроничном болешћу плућа, као што је идиопатска плућна фиброза.